# Superstrada di San Marino
La superstrada della Repubblica di San Marino (semplicemente anche superstrada) è la strada principale della Repubblica di San Marino.
Mette in comunicazione la capitale, Città di San Marino, con Rimini in Italia, e interessa anche i castelli di Borgo Maggiore, Domagnano e Serravalle.

## Storia
La strada fu costruita dall'Italia insieme alla Strada Statale 72 dopo la seconda guerra mondiale. I lavori iniziarono il 10 agosto 1959 e venne inaugurata il 25 novembre 1965 alla presenza del presidente della Repubblica Italiana Giuseppe Saragat e dai Capitani reggenti Pietro Giancecchi e Aldo Zavoli. 

La superstrada e il Monte Titano in una cartolina dei primi anni sessanta

## Caratteristiche
La superstrada della Repubblica di San Marino è una strada urbana di scorrimento di categoria D e ha una lunghezza di 8,900 km. Nonostante si presenti con carreggiate indipendenti separate da spartitraffico (ogni singola carreggiata è di 7 metri) con due corsie per ogni senso di marcia, la superstrada per gran parte attraversa aree urbane, con intersezioni a raso, accessi ad attività commerciali e passaggi pedonali. Il percorso presenta un tracciato tipicamente collinare, con una pendenza media del 5%, e supera un dislivello di oltre 400 metri. Lungo il suo percorso sono presenti 4 svincoli a livelli sfalsati e 7 rotatorie. La strada è gestita dall'Azienda Autonoma di Stato di Produzione e vi transitano mediamente 1.500 veicoli l'ora.

## Tabella percorso

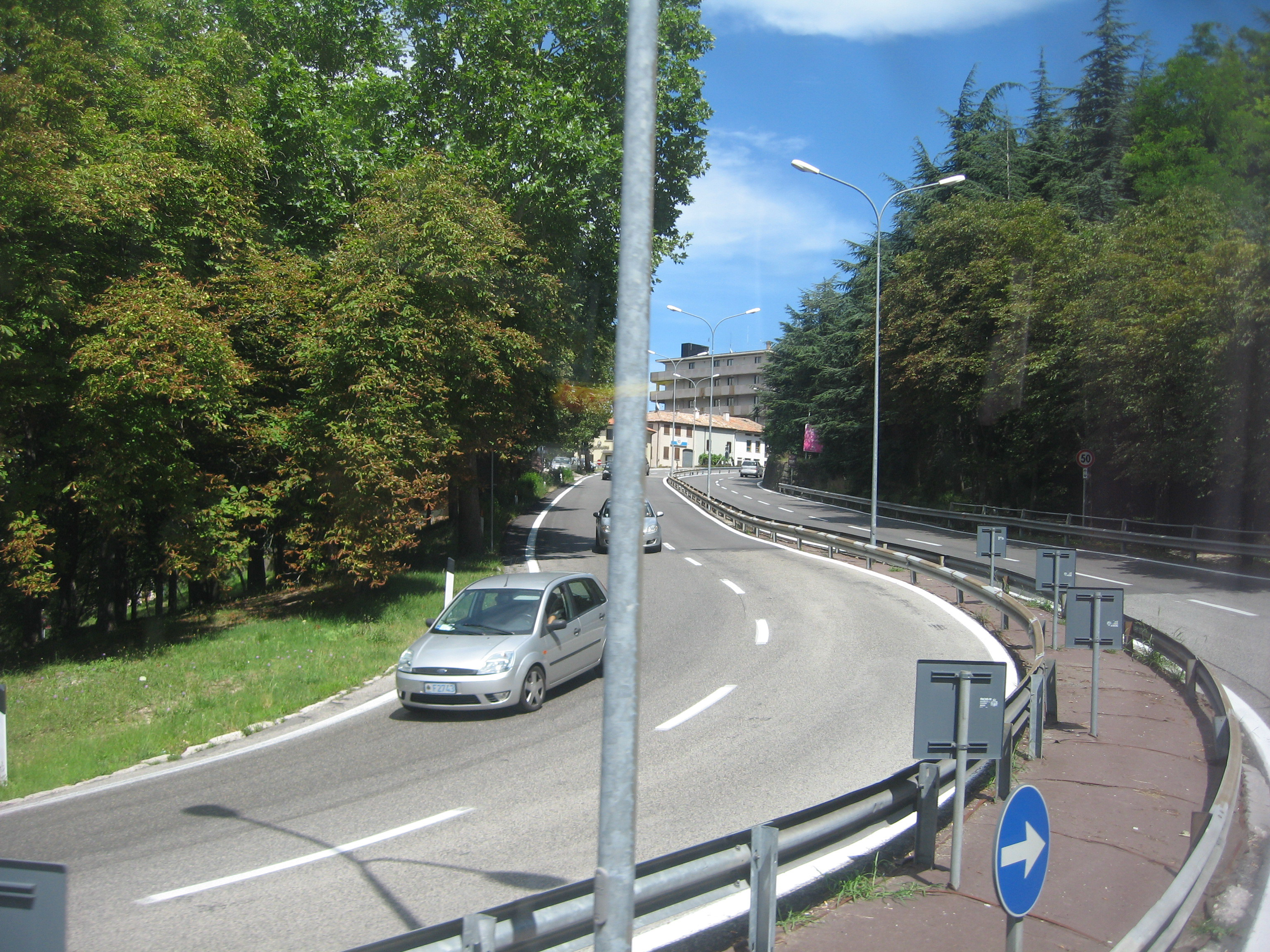
La statale nel 2014.

La Superstrada è suddivisa in 5 segmenti, ciascuno dei quali porta il nome di una data importante della storia della Repubblica di San Marino.
La tabella non include gli incroci a raso.
| Superstrada di San Marino |                                                      |      |      |                       |                    |
| Tipo                      | Indicazione                                          | ↓km↓ | ↑km↑ | nome strada urbana    | limite di velocità |
|                           | di San Marino Confine di stato - Italia              | 0,0  | 8,9  | Via Tre Settembre     |                    |
|                           | Dogana                                               |      |      | Via Tre Settembre     |                    |
|                           | Serravalle                                           |      | -    | Via Quattro Giugno    |                    |
|                           | Serravalle                                           |      |      | Via Quattro Giugno    |                    |
|                           | Domagnano                                            |      | --   | Via Cinque Febbraio   |                    |
|                           | Lesignano                                            |      |      | Via Cinque Febbraio   |                    |
|                           | Domagnano                                            |      | --   | Via Venticinque Marzo |                    |
|                           | Cailungo-Valdragone                                  |      |      | Via Venticinque Marzo |                    |
|                           | Borgo Maggiore                                       |      | --   | Via Ventotto Luglio   |                    |
|                           | Borgo Maggiore                                       |      |      | Via Ventotto Luglio   |                    |
|                           | fine tratto a doppia carreggiata Città di San Marino | 8,9  | 0,0  | Via Ventotto Luglio   |                    |